# Авелла
Авелла (італ. Avella) — муніципалітет в Італії, у регіоні Кампанія,  провінція Авелліно.
Авелла розташована на відстані близько 210 км на південний схід від Рима, 33 км на північний схід від Неаполя, 17 км на захід від Авелліно.
Населення — 7930 осіб (2014).
Щорічний фестиваль відбувається 20 січня. Покровитель — Святий Севастіан.

## Історія
Згідно з Юстином, це було грецьке місто халкідського походження, що дозволяє припустити, що воно було колонією кумів: але в пізніший період воно, безумовно, стало осканським містом.
Значна кількість поховань "пізнього періоду орієнталізації" (приблизно 650-545 рр. до н.е.) була знайдена як у некрополі на північному сході (географічне місце S. Paolino та прилеглі території), так і на заході від стародавнього міста (географічне місце S. Nazzaro). Могили є простими інгумаціями й часто містили багатий поховальний інвентар з місцевою керамікою та імпортними посудинами. На відміну від сусідньої Ноли, де переважає кераміка, в цей період поширені букеро та імітації коринфських ваз, причому тієї ж форми, що і в Капуї, що, здається, підтверджує етруський характер міста. 
З 5 ст. до н.е. Абелла, як і решта регіону, перебувала під гегемонією самнітів, а згодом набула характеру міста, про що свідчать залишки будинків, знайдені на північ від амфітеатру. Міська територія (близько половини Помпей) займала трохи підвищену місцевість на південь від річки та часто потерпала через повені, що спускалися з гір. 

## Демографія
Населення за роками:

Станом на 1 січня 2023 року в муніципалітеті офіційно проживало 198 іноземців з 22 країн, серед них 94 громадяни країн Євросоюзу та 46 громадян України.

## Сусідні муніципалітети
- Баяно
- Казамарчіано
- Червінара
- Паннарано
- Роккараїнола
- Ротонді
- Сан-Мартіно-Валле-Каудіна
- Сіриньяно
- Спероне
- Туфіно
- Вішано